# Damaro
Damaro är en ort i Guinea.   Den ligger i regionen Kankan Region, i den sydöstra delen av landet, 500 km öster om huvudstaden Conakry. Damaro ligger 702 meter över havet och antalet invånare är 27 422.
Terrängen runt Damaro är kuperad åt nordväst, men åt sydost är den platt. Terrängen runt Damaro sluttar österut. Runt Damaro är det ganska glesbefolkat, med 36 invånare per kvadratkilometer. Damaro är det största samhället i trakten. Omgivningarna runt Damaro är huvudsakligen savann.